# スコリア

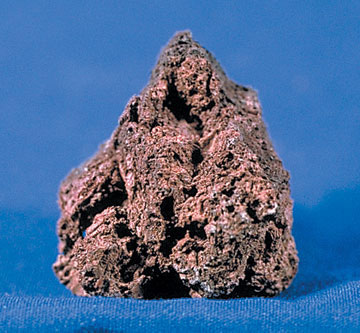
スコリア

スコリア（英: scoria）は、火山噴出物の一種で、塊状で多孔質のもののうち暗色のもの。岩滓（がんさい）ともいう。

## 概要
スコリアは、主に玄武岩質のマグマが噴火の際に地下深部から上昇し、減圧することによってマグマに溶解していた水などの揮発成分が発泡したため多孔質となったものである。発泡の程度は一般に軽石より悪く、発泡の悪い（孔の少ない）ものは火山弾や火山礫に移化し明確な区別は決められていない。
スコリアの色は一般に黒色〜暗灰色であるが、噴出した時の条件によってはマグマに含まれる鉄分が酸化して酸化鉄となり、紫〜赤色となる場合がある。
軽石ほどは鉱物結晶を含まず、おおよそガラス質である。

## スコリアの噴出のしかた
- 火口から放物線を描いて放出され、周囲に同心円状に（風がある場合には楕円形状に）堆積する。

ひとつの火口から大量に放出されるとスコリア丘を形成する。
- 火山灰や火山礫と一緒に火砕流として山腹の斜面や谷を流下する。

火砕流のうち特にスコリアを主な構成物質とするものをスコリア流という。